# El segle de l'individualisme
El Segle de l'Individualisme (en anglès The Century of the Self) és un documental britànic realitzat l'any 2002 pel documentalista britànic Adam Curtis. Exposa com el treball de Sigmund Freud, Anna Freud i Edward Bernays ha influït en les corporacions i governs per a poder analitzar i controlar a les persones a través de la psicologia de masses i la creació de la societat de consum.

## Llista d'episodis i sinopsis
1. Màquines de felicitat: Es maneja una idea principal sobre la psicologia de masses i la influència que va tenir el nebot de Sigmund Freud, Edward Bernays. En concret com va influir perquè es produís un canvi social i econòmic significatiu després de la Primera Guerra Mundial. Bernays treballa en els escrits del seu oncle sobre el subconscient, però no en l'àmbit de la psicoanàlisi sinó més aviat en la publicitat i la mass media que influeix en excés, generant canvis socials significatius. El que va realitzar Bernays va ser crear estímuls que determinaven les accions dels individus alterant el comportament que estaven portant. Es va poder dur a terme sota la teoria de Freud que sosté que l'ésser humà era dolent per naturalesa i es regeix sota els seus instints animals, irracionals i sobretot sexuals. És d'aquesta forma que les masses socials d'aquesta època es van veure influenciades i manipulades per les persones ostentoses del poder, sobretot per empresaris, que buscaven que es creés una societat de consum per a així mantenir una economia constant i assegurar una gran demanda de certs productes, com els cigarrets per part de les dones. Les màquines de felicitat fan referència als individus que van ser treballats amb el seu inconscient per a comprar coses que simplement satisfan la seva imatge o el seu desig de realització, més que no pas les seves necessitats.
2. L'enginyeria del consentiment: es mostren les atrocitats de la Segona Guerra Mundial i es ressalta l'essència irracional del sentit humà tenint en compte totes les violacions produïdes durant l'Holocaust. Es confirmaria la teoria de Freud sobre l'existència d'aquestes forces irracionals sota la capa d'aparent normalitat de la ment. Un exemple és la quantitat de soldats que tornaven amb experiències traumàtica després d'aquest gran enfrontament mundial. Necessitaven de certa forma poder suportar les conseqüències; aleshores, Anna, la filla de Freud, es converteix en un dels majors exponents de la psicoanàlisi concentrant-se sobretot en aquesta temàtica dels soldats. Després de la Segona Guerra Mundial amb les teories d'Anna es va començar a buscar la creació d'un individu perfecte, però les societats i sobretot els grups de poder, buscaven crear un consumidor model. Van conjugar les teories fins ara conegudes de Freud, la seva filla i Bernays per a estudiar al consumidor. Durant això també es va donar la guerra freda. Era necessari manipular als individus que formaven part d'aquesta guerra, en aquest cas a la societat estatunidenca. Bernays va proposar fer-ho mitjançant la por. Les estratègies plantejades per Bernays van funcionar fins i tot per a derrocar un govern guatemalenc i mantenir una guerra civil que duraria aproximadament 30 anys. Durant aquests anys, com es mostra en el documental, la psicoanàlisi va anar prenent força, sobretot en l'àmbit polític. S'enfonsa en el moment en el qual es busca manipular les ments i records de persones utilitzades per a l'experimentaciól S'evidencia en aquesta època, que la psicoanàlisi havia estat utilitzat com un mitjà per a una fi corrupta i de manipulació dels individus i de la societat. Comencen a aparèixer detractors d'aquesta teoria que plantegen que va poder haver-se utilitzat de la manera incorrecta i que estan manejant emocions i sentiments que són l'essència de l'ésser humà.
3. Un policia als nostres caps que ha de ser destruït: centra les seves idees en el plantejat per Wilhelm Reich, antic alumne de Freud que va començar a plantejar que l'home per naturalesa era bo però que la societat el reprimia i distorsionava. Si bé les seves idees van ser rebutjades al principi, en la dècada dels 60 i 70, justament en la caiguda de la psicoanàlisi, les seves idees van anar prenent força i van ser defensades per grups liberals de la societat estatunidenca. Les idees es van centrar en enderrocar a l'Estat, a les grans corporacions i institucions, en veure que això no es podia realitzar a causa de la repressió es fonamento la idea que l'individu ha de reprimir aquest “policia dins del seu cap”. Es va començar a donar el desenvolupament del “jo”. Les grans companyies no tenien la possibilitat de predir al seu consumidor. El capitalisme va haver d'adequar-se  tant en l'àmbit econòmic com en l'àmbit polític ja que els individus eren impredictibles i no existia un sol “jo”. En els anys 70 es dóna una caiguda econòmica. Qui es preocupa de la reconstrucció de l'economia són les persones que protestaven contra l'Estats i les institucions. Les corporacions i les institucions van decidir donar-los la importància necessària i promoure la idea de la individualitat i del ser únics. Els individus es van adonar que era una gran oportunitat de fer negocis, així com també d'expressar la seva individualitat. Podria dir-se que és en aquest punt on el segle del jo comença a afermar-se, prendre forma i ser un paradigma fort al llarg dels següents anys fins a l'actualitat.
4. 8 persones brindant: La idea principal és la d'un jo consumista. Aquest fet es veu expressat al principi, quan es parla de l'economia amb les empreses i el seu màrqueting per a unes adequades relacions públiques adequades, però aviat comença a expressar-se fortament en la política. Un bon exemple seria Margaret Thatcher. Tatcher va liderar aquestes idees sobre individualisme i l'expressió de l'individu, això no sols va afavorir en la part política ja que la votant tenia en l'actualitat un altre perfil, sinó que les empreses van començar a florir mitjançant el màrqueting que va tenir una empenta gegantesca, creant productes per a ajudar l'individu a expressar-se i ser singular. El concepte de relacions públiques va començar a adquirir importància i a formar part de mons summament grans com el del periodisme, on el màrqueting dictava que s'havia de donar un espai a celebritats i polítics si és que ells a canvi de l'espai, publicitaven productes, però productes que s'originessin en els desitjos i satisfaccions individuals. Només d'aquesta manera es podria tenir èxit, això va funcionar tant en el periodisme com en la política, ja que primerament s'esbrinava els desitjos individuals de les persones per a després buscar un candidat que s'adeqüés a aquestes.